# Рондо-соната
Рондо-соната — музыкальная форма класса стабильных смешанных форм, имеющая черты рондо и сонатной формы. Форма состоит из трёх основных разделов, в которой по принципу рондо строятся крайние разделы (оба или один из них), а средний представляет собой разработку, заимствованную от сонатной формы.

## Форма в целом
Экспозиционный (до разработки) и репризный (после неё) разделы тождественны аналогичным разделам большого рондо с повторением побочной темы. Отличие состоит в наличии разработки вместо центрального эпизода.
Обобщенная схема формы такова (ГП — главная партия, ПП — побочная партия, стрелками обозначены ходы):
| ГП | → | ПП | → | ГП | → | Разработка | → | ГП | → | ПП | → | ГП |
| Т  |   | D  |   | T  |   | →          |   | T  |   | T  |   | Т  |

### Применение
Область применения рондо-сонаты совпадает с областью применения большого рондо. В основном это финалы сонатно-симфонических циклов, иногда — в других частях. Например, в первой (Гайдн. Соната для фортепиано D-dur № 38), медленной (Бетховен. Симфония № 4, 2-я часть), скерцо (Глазунов. Симфония № 8, 3-я часть). Чрезвычайно редко применяется как форма самостоятельной пьесы (Шуберт. Большое рондо для фортепиано в 4 руки, ор. 107).

## Преобладание составляющих
При своей стабильности форма может иметь разную степень близости к рондо или к сонатной форме. Определяется она следующими факторами (кроме наличия разработки):
- Значение ходов между разделами. В сонатной форме ходы не просто связывают разный материал, в них происходит переработка одной темы в другую, а также серьёзное изменение образного строя. Чем ходы более развитые, чем сильнее в них мотивная работа, тем ближе форма к сонатной.
- Качество самих тем. Если для рондо характерны жанровые темы, устойчивые и стремящиеся к повторению, закреплению одного образа, то для сонатной формы — неустойчивые, постоянно стремящиеся к обновлению. Также важен и мелодический состав тем. В сонатной форме тема побочной партии не существует без главной и является в той или иной мере производной от неё, в рондо, наоборот, вторая тема не имеет родственных связей с первой и является принципиально новой и самостоятельной.
- Свойства разработки. Иногда по протяженности она может превосходить разработки чистых сонатных форм (Бетховен. Квартет, op. 18 № 1, финал). К сонатной форме приближает также широкое использование полифонических приёмов в разработке, тогда как преобладающий гомофонный склад более характерен для рондо.